# 威尼斯灣

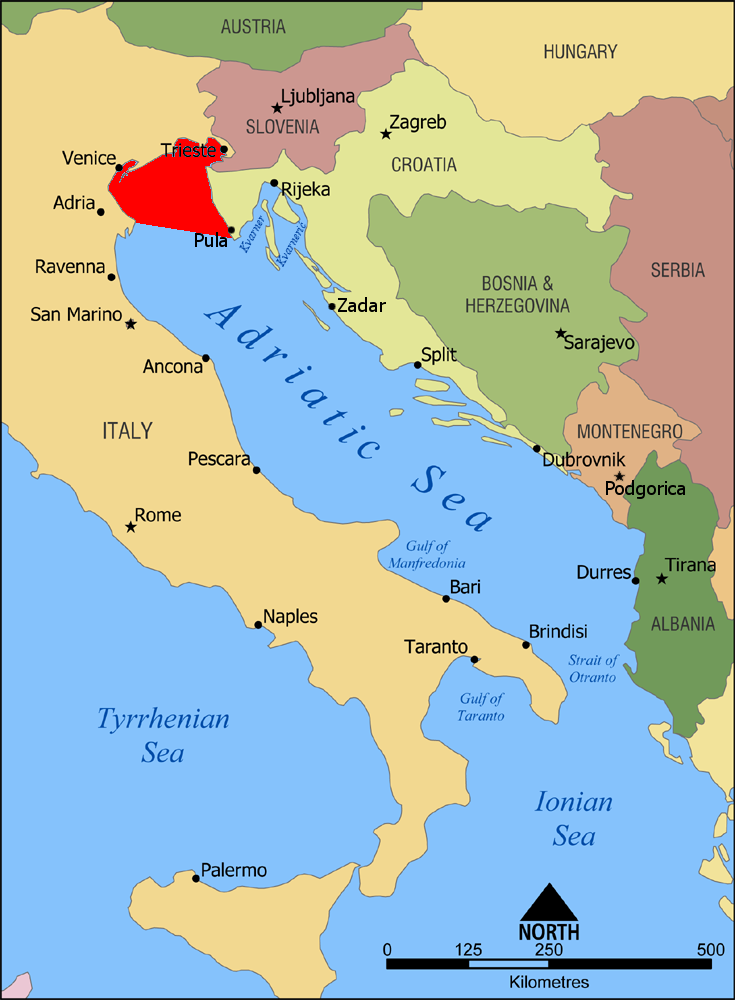

威尼斯灣是歐洲南部的海灣，位於波河河口和伊斯特拉半島之間的亞得里亞海北部，與意大利、斯洛文尼亞和克羅地亞接壤，寬120公里，平均水深38米。
45°19′N 13°00′E / 45.317°N 13.000°E